# イルケシュタム峠

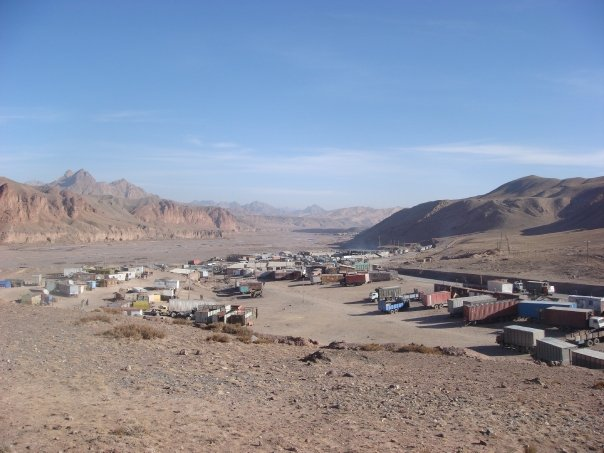
キルギスタン側から国境を見る

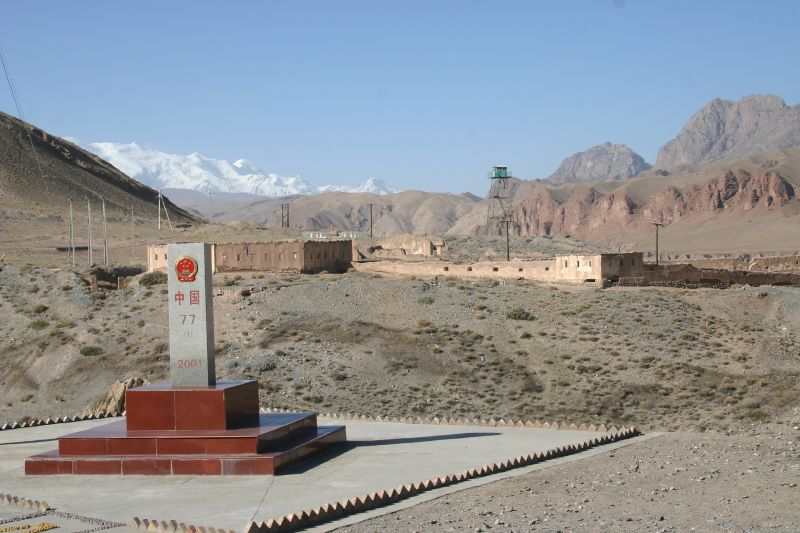
中国の国境標識

イルケシュタム峠（イルケシュタムとうげ、キルギス語: Эркеч-Там、中国語: 伊尔克什、英語: Erkeshtam Pass）はエルケシュタム峠とも呼ばれ、キルギス・オシ州と中国・新疆ウイグル自治区の国境の峠であり、キルギス側の村にちなんで名付けられている。始め中国側に最初に定住した部落の名称からシムハナ（斯姆哈纳）とも呼ばれたが、現在はイルケシタムは両国で使用される一般的な名前になっている。
イルケシュタム峠には中国で最も西にある国境検問所があり、キルギスと中国の間の2つの国境検問所の1つで、もう1つは北東に約165 kmにあるトルガルト峠にある。イルケシュタム峠から新疆ウイグル自治区ウルグチャト県（烏恰県）の中心地までの距離は140 km、オシ州の州都オシまでの距離は210 kmである。

## 参照項目
- トルガルト峠